# World Games 2022/Teilnehmer (Island)
| Gelbes Symbol für Goldmedaillen mit stilisierten Olympischen Ringen | Graues Symbol für Silbermedaillen mit stilisierten Olympischen Ringen | Braundes Symbol für Bronzemedaillen mit stilisierten Olympischen Ringen |
| ------------------------------------------------------------------- | --------------------------------------------------------------------- | ----------------------------------------------------------------------- |
| —                                                                   | —                                                                     | 1                                                                       |

Island nahm an den World Games 2022 mit vier Athleten (2 Männer, 2 Frauen) teil.

## Teilnehmer nach Sportarten

### Kraftdreikampf
| Athleten                 | Wettbewerb         | Kniebeugen | Bankdrücken | Kreuzheben | Gesamt    | Gesamt | Rang |
| Athleten                 | Wettbewerb         | Kniebeugen | Bankdrücken | Kreuzheben | Gewicht   | Punkte |      |
| ------------------------ | ------------------ | ---------- | ----------- | ---------- | --------- | ------ | ---- |
| Frauen                   |                    |            |             |            |           |        |      |
| Sóley Margrét Jónsdóttir | Superschwergewicht | DNS        | DNS         | DNS        | DNS       | DNS    | DNS  |
| Männer                   |                    |            |             |            |           |        |      |
| Julian Johansson         | Superschwergewicht | 395,0 kg   | 312,5 kg    | 375,0 kg   | 1082,5 kg | 95,31  | 9    |

### Tanzen
| Athleten                     | Wettbewerb | 1. Runde | 1. Runde | Halbfinale    | Halbfinale    | Finale        | Finale        | Rang |
| Athleten                     | Wettbewerb | Punkte   | Rang     | Punkte        | Rang          | Punkte        | Rang          | Rang |
| ---------------------------- | ---------- | -------- | -------- | ------------- | ------------- | ------------- | ------------- | ---- |
| Mixed                        |            |          |          |               |               |               |               |      |
| Hanna Run Bazev Nikita Bazev | Latein     | 160,72   | 18       | ausgeschieden | ausgeschieden | ausgeschieden | ausgeschieden | 18   |